# Ptyssiglottis staminodifera
Ptyssiglottis staminodifera är en akantusväxtart som beskrevs av B. Hansen. Ptyssiglottis staminodifera ingår i släktet Ptyssiglottis och familjen akantusväxter. Inga underarter finns listade i Catalogue of Life.